# لاهوب (مسلسل)
لاهوب مسلسل درامي اجتماعي كويتي من إنتاج تلفزيون دولة الكويت تأليف أحمد جوهر واخراج البيلي أحمد، وعرض في 1 سبتمبر 2008

## قصة المسلسل

فريق الممثلين

تدور قصة المسلسل حول شخصية لاهوب وهو الرجل المتسلط الذي ينتزع من سيدة ثرية مالها بدون وجه حق ويبدده في إقامة مدينة الشر. وفي النهاية تتصدى له مجموعة من الرجال النزيهين وينتزعون منه المال ويعيدون الأمور إلى نصابها مسلسل تراثي يتحدث عن فترة الخمسينات وينقل صورة الكويت ودول المنطقة في تلك الفترة، وصورت مشاهده في كل من دبي والكويت والعراق وتدور قصة المسلسل حول شخصية «لاهوب» التي يجسدها أحمد جوهر، وهو الرجل المتسلط الذي ينتزع من سيدة ثرية مالها بدون وجه حق ويبدده في إقامة مدينة الشر، وفي النهاية تتصدى له مجموعة من الرجال النزيهين وينتزعون منه المال ويعيدون الأمور إلى نصابها.

## الفنانين المشاركين
- غانم الصالح
- محمد المنصور
- علي السبع
- أحمد جوهر
- إلهام الفضالة
- أحمد الصالح
- ملاك
- ايمان محمد علي
- علي سلطان
- سلمى سالم
- عبد الله غلوم
- مناف عبدال
- طلال الخليفه
- حيدر الحداد
- حسن عبد الرسول
- فيصل فريد المفيدي